# Izquierda Verde de las Islas Canarias
Izquierda Verde de las Islas Canarias, més conegut com a Izegzawen (verd en amazic) fou un partit de caràcter ecologista i independentista canari, partidaris d'establir un govern provisional canari. El seu cap era Aureliano Marrero Muñoz. A les eleccions generals espanyoles de 1996 va obtenir 1.117 vots (0,13%) i a les eleccions al Parlament de Canàries de 1995 va obtenir 1.357 vots. Des d'aleshores no es presenta a eleccions i es presenta com a corrent d'opinió.